# صداهای جهان
«صداهای جهان» (به انگلیسی: Sounds of the Universe) آلبومی از دپش مد است که در ۱۷ آوریل ۲۰۰۹ منتشر شد.